# Картка Octopus
Картка Octopus — багаторазова безконтактна смарт-картка зі збереженою вартістю для здійснення електронних платежів в Інтернеті та в автономних системах Гонконгу. Запущена у вересні 1997 року для збору тарифів на систему масового транзиту через територію, система Octopus є другою системою безконтактних смарт-карток у світі, після корейського Upass, і з тих пір переросла у широко використовувану платіжну систему для всього громадського транспорту в Гонконгу, що призвело до розвитку карт Navigo в Парижі, Oyster Card в Лондоні, Opal Card в Новому Південному Уельсі, NETS FlashPay та EZ-Link в Сінгапурі та багатьох інших подібних систем по всьому світу.
Картка Octopus також стала використовуватися для оплати в багатьох роздрібних магазинах Гонконгу, включаючи більшість магазинів повсякденної торгівлі, супермаркетів і ресторанів швидкого харчування. Інші поширені платіжні застосування Octopus включають в себе паркувальні лічильники, автостоянки, автозаправні станції, торгові автомати, оплату в публічних бібліотеках та басейнах і багато іншого. Картки також зазвичай використовуються для неплатних можливостей, таких як відвідування школи та контроль доступу в офісні будівлі й житлові комплекси.
Картка Octopus була відзначена нагородою Chairman's Award Всесвітнього альянсу інформаційних технологій і послуг 2006 Global IT Excellence Award, крім іншого, за те, що вона є провідною в світі комплексною автоматичною системою оплати проїзду та безконтактної смарт-картки. За даними оператора карткової системи Octopus Cards Limited, в обігу перебуває понад 33 мільйона карт, що майже в п'ять разів перевищує населення Гонконгу. Картками користуються 99 % населення Гонконгу у віці від 16 до 65 років. Система щодня обробляє понад 14 мільйонів транзакцій на суму понад 180 мільйонів гонконзьких доларів.